# Lạc Sơn, Tứ Xuyên
Lạc Sơn (giản thể: 乐山; phồn thể: 樂山; bính âm: Lèshān; Wade–Giles: Le-shan; nghĩa là "ngọn núi hạnh phúc"), tên cổ là Gia Châu (嘉州) là một địa cấp thị thuộc tỉnh Tứ Xuyên, Cộng hòa Nhân dân Trung Hoa. Lạc Sơn nằm ở nam trung bộ Tứ Xuyên. Lạc Sơn cách Thành Đô 170 km. Hoa đặc trưng của Lạc Sơn là hải đường.

## Hành chính

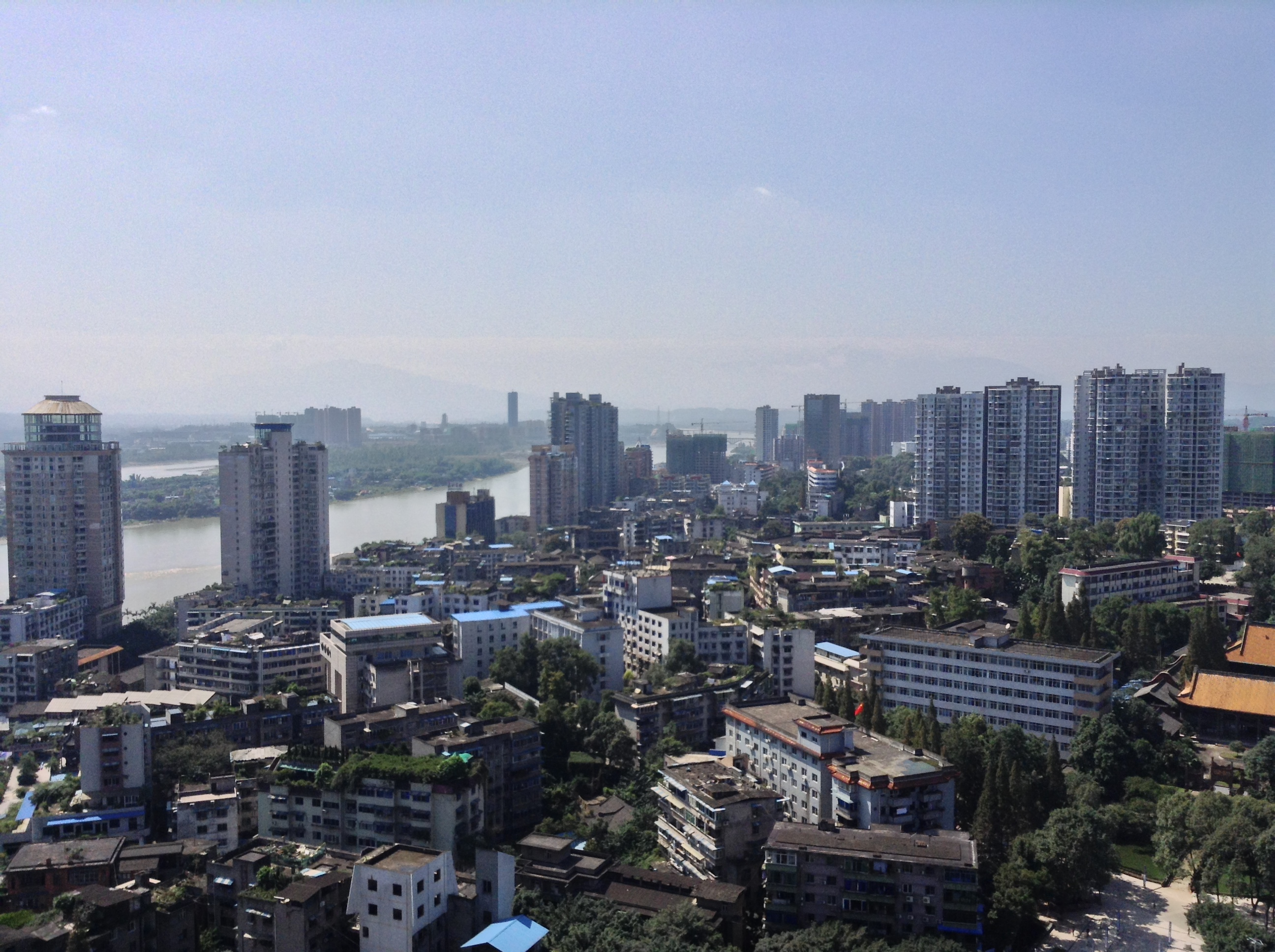
Một phần quang cảnh Lạc Sơn

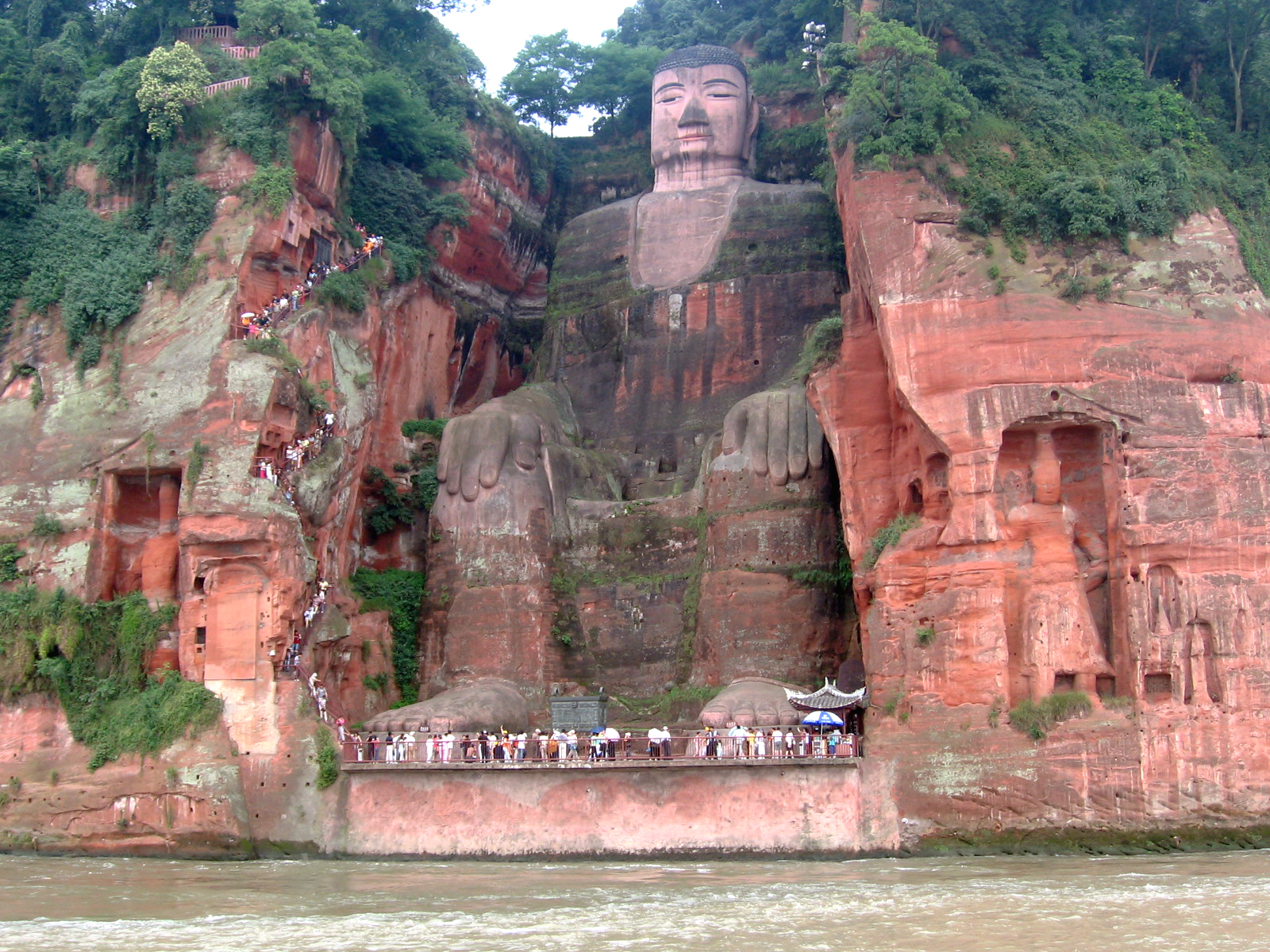
Lạc Sơn Đại Phật khởi xây từ năm 713.

Lạc Sơn bao gồm 4 quận, 1 thành phố cấp huyện, 4 huyện, 2 huyện tự trị: 
- Quận (khu): Thị Trung, Ngũ Thông Kiều, Sa Loan, Kim Khẩu Hà.
- Thành phố cấp huyện: Nga Mi Sơn Thị.
- Huyện: Kiền Vi, Tỉnh Nghiên, Giáp Giang, Mộc Xuyên.
- Huyện tự trị người Di: Nga Biên, Mã Biên.

## Lịch sử
Thời nhà Hán Lạc Sơn có tên gọi là huyện Nam An, đến thời Nam Bắc triều cải thành huyện Khương, đến thời nhà Tống đổi thành phủ Gia Định, thời Nguyên là lộ Gia Định, năm thứ hai mươi Ung Chính nhà Thanh (1734) đổi thành huyện Lạc Sơn. Năm 1978 trở đi được gọi là Lạc Sơn thị.

## Phương ngữ
Giọng nói của vùng Lạc Sơn thuộc ngữ hệ miền nam khác hẳn với các phương ngữ của các thành phố khác của Tứ Xuyên thuộc ngữ hệ miền bắc.

## Địa lý
Lạc Sơn có diện tích 12.826 km², độ cao trung bình là 500 mét so với mực nước biển. Nhiệt độ bình quân là 17,2 °C.

## Nhân khẩu
Theo thống kê năm 2002, Lạc Sơn có 3.465.000 người, trong đó chủ yếu là người Hán, còn người Di chiếm khoảng 3,2%.

## Thắng cảnh
Năm 1996, khu vực thắng cảnh núi Nga Mi, cùng với tượng Phật khổng lồ tạc bằng đá lớn nhất trên thế giới nằm tại đây, được UNESCO công nhận là di sản thế giới.

## Thành phố kết nghĩa
Theo Sister Cities International, Inc. (SCI), Lạc Sơn có một thành phố kết nghĩa:
- Gilbert, Arizona, Hoa Kỳ

## Danh nhân
- Quách Mạt Nhược